# ۴-آمینو-۳-متیل-۱-نفتول
۴-آمینو-۳-متیل-۱-نفتول یک آنالوگ مصنوعی منادیون است. این ترکیب همچنین به عنوان ویتامین K7 شناخته می‌شود، چرا که در سال ۱۹۵۰ طی تحقیقاتی مشخص شد دارای فعالیت ویتامین K است.
می‌توان آن را از ۲-متیل‌نفتالن یا منادیون تهیه کرد. از واکنش آن با هیدروکلریک اسید، نمک بلوری هیدروکلراید (C۱۱H۱۱NO·HCl) به وجود می‌آید. حداقل ۱ گرم نمک این ماده در ۲۵ میلی لیتر آب در دمای ۷۵ درجه سانتیگراد حل می‌شود. همچنین این نمک با قرار گرفتن در معرض هوا و نور، به رنگ صورتی تا بنفش تیره تغییر رنگ می‌دهد.
۴-آمینو-۳-متیل-۱-نفتول یا هیدروکلراید آن به عنوان اشکال دارویی تجاری از ویتامین K بر خلاف استفاده نمی فیلوکینون و منادیون به عنوان مثال.